# الشارع المستقيم
الشارع المستقيم أو الطريق المستقيم هو الطريق أو الشارع الواقع في قلب المدينة القديمة لمدينة دمشق عاصمة الجمهورية العربية السورية، بناه الرومان طوله 1570 متر داخل السور يمتد من غرب المدينة القديمة إلى شرقها قاطعا إياها إلى قسمين وعرضه 26 متر.

## الشارع المستقيم

### قديما
بناه الرومان في القرن الأول قبل الميلاد وكان الشارع الرئيسي لمدينة دمشق القديمة والتي كان اسمها آنذاك داماسكس، وقد سمى الرومان الشارع باسم فيا ريكتا (باللاتينية:Via Recta) أي الطريق المستقيم أما العرب فسمّته بالشارع المستقيم، والشارع جاء بناءه بما يتناسب وأسلوب بناء المدن اليونانية والرومانية أي أسلوب البناء الشطرنجي الهلنستي والمقسم بالشوارع الصغيرة إلى أحياء صغيرة، بالإضافة إلى الشارعين الرئيسيين واللذان يُدعيان كاردوس (الشارع الشمالي الجنوبي) (باللاتينية:Cardus Maximus) وديكومانوس (الشارع الشرقي الغربي) (باللاتينية:Decumanus Maximus) ومهمتهما قسم المدينة وتسهيل حركة السكان بالاتجاهات الأربعة وصولا إلى أبواب المدينة.

#### مواصفاته
يمتد الشارع على طول 1570 متر من غرب المدينة القديمة إلى شرقها أي من باب الجابية إلى باب شرقي قاسمًا المدينة القديمة إلى قسمين قسم شمالي وآخر جنوبي، وعرض الشارع 26 متر كان مقسمًا لثلاثة أجزاء (عرضًا) الجزء الأوسط وهو أكبر الأجزاء يشكل تقريبا ثلثي عرض الشارع وكان مخصصا لمرور العربات والحيوانات وكان مكشوفًا، الجزءان الجانبيان أو الرواقان الجانبيان وهي أروقة جانبية مغطاة كان سقفها مرفوعًا على أعمدة تيجانها كورنثية الشكل، وكانت المحلات والحوانيت والأبنية المختلفة تمتد على طول هذا الشارع ويتفرع عن هذا الشارع شوارع صغيرة جانبية تقسم المدينة القديمة إلى رقع شطرنجية أبعادها تقريبًا (100X45) متر.
أما في نقطة التقاء الشارع المستقيم مع شارع الكاردوس الأول (الشارع الشمالي الجنوبي) المندثر حاليًا تحت المدينة القديمة يوجد قوس النصر الذي تم اكتشافه في عام 1947 م وتم رفعه إلى مستوى الشارع الحالي.

#### ذكر الشارع في الإنجيل
ذُكر الشارع المستقيم في الإنجيل وذلك في سفر أعمال الرسل الإصحاح التاسع الآيات من 10 إلى 11: «وَكَانَ فِي دِمَشْقَ تِلْمِيذٌ اسْمُهُ حَنَانِيَّا، فَقَالَ لَهُ الرَّبُّ فِي رُؤْيَا: «يَا حَنَانِيَّا!». فَقَالَ: «هأَنَذَا يَا رَبُّ». فَقَالَ لَهُ الرَّبُّ: «قُمْ وَاذْهَبْ إِلَى الزُّقَاقِ الَّذِي يُقَالُ لَهُ الْمُسْتَقِيمُ، وَاطْلُبْ فِي بَيْتِ يَهُوذَا رَجُلًا طَرْسُوسِيًّا اسْمُهُ شَاوُلُ. لأَنَّهُ هُوَذَا يُصَلِّي،».

### حديثا
بسبب تقادم الزمن والزلازل والحرائق وحروب المغول والتتار فقد انخفض الشارع المستقيم الروماني القديم عن الشارع الظاهر حاليًا، إذ أن الشارع القديم يقبع الآن تحت الشارع الحالي بعمق 5 إلى 10 متر .

#### مواصفاته

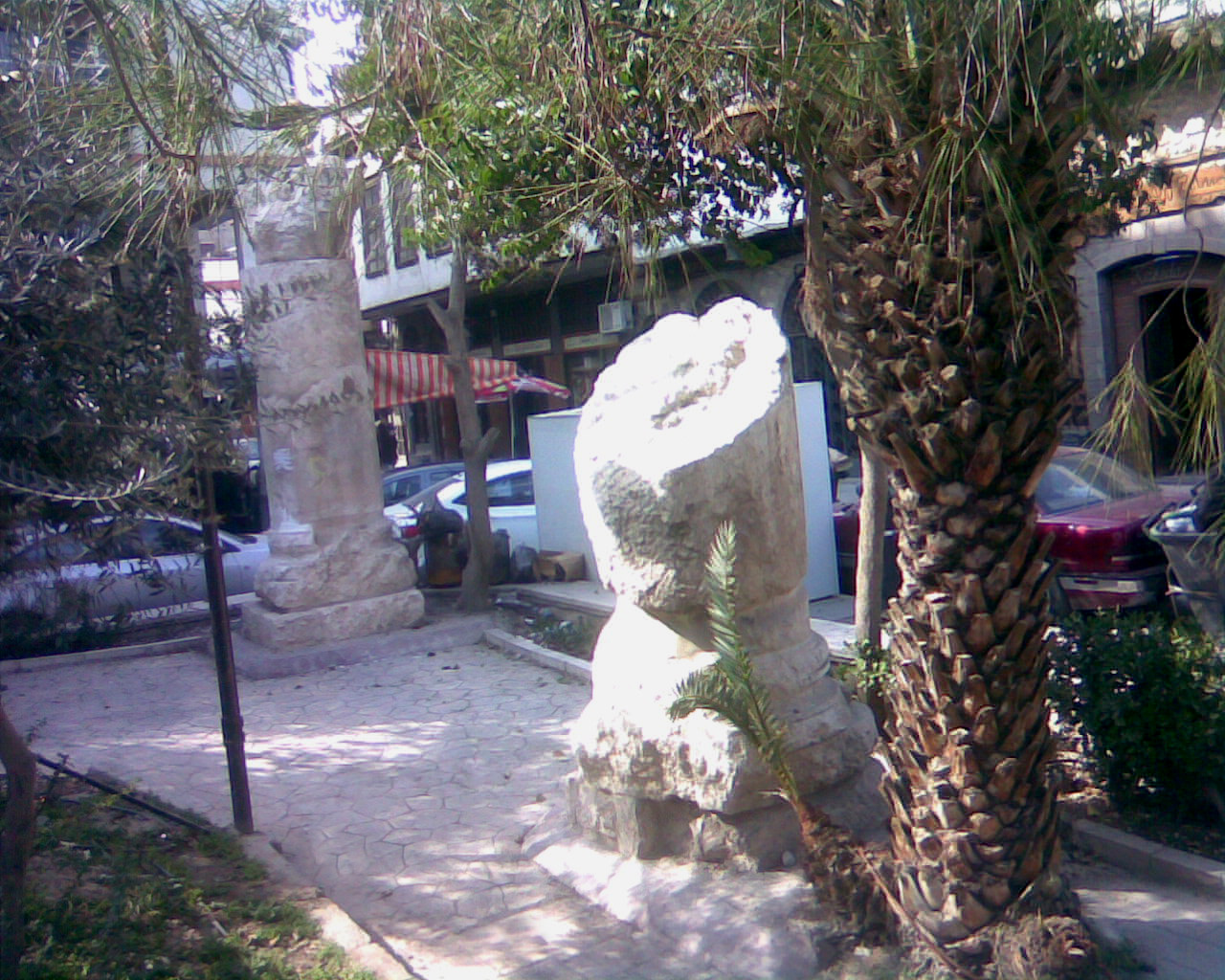
أطلال أعمدة الشارع المستقيم

الشارع الحديث مقسم اليوم إلى قسمين القسم الأول يعرف باسم شارع باب شرقي يمتد من قوس النصر وحتى باب شرقي أما القسم الثاني فيعرف باسم شارع سوق مدحت باشا وهو يمتد من باب الجابية وحتى قوس النصر الروماني، بعض أجزاءه مغطاة بسقف حديدي كما هو الحال في شارع سوق الحميدية.
تمت إعادة ترميم الشارع من أوله إلى آخره في العامين 2007 م - 2008 م حيث تمت إعادة رصف الشارع بالبازلت وكذلك الأرصفة المتعلقة به وأُعيدت إليه في بعض أَجزاءه الآثرية وبعضا من قطع الأعمدة القديمة والتيجان الكورنثية التي كانت تزين الشارع المستقيم قديمًا، كما تم ترميم وتجديد كافة العقارات والمباني المطلة على الشارع من الجانبين وتمت الاستعاضة عن أبواب الحوانيت والمحلات الحديدية بأبواب أخرى خشبية، كما تم تأمين بعض المساحات الخضراء وزراعتها ببعض نباتات الزينة وأُضيء الشارع بالأضواء المناسبة لتُظهر جماله أكثر وليغدو معلمًا جميلًا ومتميزًا من معالم المدينة القديمة.

#### معالمه
على امتداد الشارع تتوضع الأبنية المختلفة من بيوت ومنازل ومحلات وحوانيت صغيرة بالإضافة إلى العديد من المطاعم والمقاهي ودور العبادة سواء الكنائس والكاتدرائيات أو المساجد والجوامع وأيضا بعض المدارس وبعض الفنادق الصغيرة (موتيل)، كما وتتفرع عن الشارع شوارع جانبية كثيرة أهمها شارع الأمين وشارع سوق البزورية وشارع باب توما الأثري وينتهي الشارع من جهة الشرق بباب كبير هو باب شرقي.

## معلومات أخرى
- يمكن رؤية أساسات الشارع المستقيم القديم ومستوى عمقه بالإضافة إلى أساسات وقواعد سور المدينة القديمة ذات الاحجار الضخمة عن طريق النزول إلى نفق المشاة الموجود بجانب باب شرقي حيث تم إظهار الأساسات وإضاءتها بالأضواء المناسبة ليتمكن المارة من رؤيتها ومشاهدة جزء من أساسات السور الأثري.